# East of Eden
East of Eden (bra: Vidas Amargas; prt: A Leste do Paraíso) é um filme estadunidense de 1955, do gênero drama, dirigido por Elia Kazan.
O roteiro, de Paul Osborn, é baseado no romance East of Eden, do escritor laureado com o prêmio Nobel de literatura John Steinbeck.

## Sinopse
O filme se passa na época da primeira guerra, em Monterey, na Califórnia, e mostra a luta do jovem Cal Trask com seu irmão Aaron (o filho favorito), pelo afeto do pai. Para ganhar o amor de seu pai e ajudar a fazenda ameaçada de falir, Cal faz um empréstimo com Kate, sua mãe prostituta, que abandonara a família quando os filhos eram pequenos e montara um bordel.
Trata-se de uma releitura da história bíblica de Caim e Abel (Gênesis, 4).

## Elenco principal
- James Dean .... Cal Trask
- Julie Harris .... Abra
- Raymond Massey .... Adam Trask
- Burl Ives .... xerife Sam
- Richard Davalos .... Aaron Trask
- Jo Van Fleet .... Kate
- Albert Dekker .... Will Hamilton
- Lois Smith .... Anne
- Harold Gordon .... Gustav Albrecht
- Nick Dennis .... Rantani
- Franklyn Farnum .... Não-creditado

## Principais prêmios e indicações
Oscar 1956 (EUA)
- Venceu na categoria de melhor atriz coadjuvante (Jo Van Fleet).
- Indicado nas categorias de melhor diretor, melhor roteiro e melhor ator (James Dean), marcando a primeira indicação póstuma na história da Academia.

Festival de Cannes 1955 (França)
- Venceu na categoria melhor filme dramático.
- Indicado à Palma de Ouro.

Globo de Ouro 1956 (EUA)
- Venceu na categoria melhor filme - drama.

BAFTA 1956 (Reino Unido)
- Indicado nas categorias de melhor filme de qualquer origem, melhor ator estrangeiro (James Dean) e melhor estreante (Jo Van Fleet).

Prêmio Bodil 1958 (Dinamarca)
- Venceu na categoria de melhor filme americano.

Jussi Awards 1956 (Finlândia)
- Venceu na categoria de melhor ator estrangeiro (James Dean).